# 福島わらじまつり
福島わらじまつり（ふくしまわらじまつり）は福島県福島市の夏祭りである。
江戸時代から続く冬の神事「信夫三山暁まいり」にルーツを持ち、1970年（昭和45年）から暁まいりとは別に夏季に開催されるようになった。例年8月上旬に行われ、日本一の大わらじを担いで練り歩く。羽黒神社に奉納される大わらじは、江戸時代から続く2月の信夫三山暁まいりの大わらじと合わせて一足分となり、一層の健脚を祈願する。福島県を代表する祭りのひとつであったものの、東北3大祭りにうもれ県外ではマイナーなイメージとしてとらえられていたが、東日本大震災で被災後は東北六魂祭に組み入れられたこともあり、東北6大祭りにも数えられるようになった。

## 概要
福島駅東口周辺で、例年8月第1金曜日から日曜日にかけて開催される。
1970年（昭和45年）に福島市及び福島商工会議所により始められたまつりは、2019年、50回の節目を機に、福島市ゆかりの音楽家大友良英プロデュースによりリニューアルされた。福島の伝説・民話を編みなおした物語を芯に、踊りと衣装をつくり、従来録音だった音楽を笛と太鼓を中心とする生演奏
とした。
わらじおどり（平成わらじ音頭/弁慶と牛若丸にのせて踊るながしおどり）、ダンシングそーだナイト（ダンシングそーだナイト/ワラジーズにのせて踊る）、わらじ競走（小学生の部、女性の部、一般の部がある）と、その他隣接区域でイベントが行われる。
初日には わらじおどりI部、II部、ダンシングそーだナイトI部を、2日目に わらじ競走（小学生の部、女性の部、一般の部）、ダンシングそーだナイトII部を開催する。成績優秀者には賞金が出る。近年はわらジンガーとよばれるわらじ音頭を歌う唄い手を募集・オーディションし採用している。3日目にわらじと絵馬はスタッフ有志により信夫山羽黒神社へ奉納され、わらじは信夫三山暁まいりのわらじ(旧正月14日に奉納)と共に鉄塔に下げられて飾られる。
リニューアル1回目の2019年第50回福島わらじまつりでは、初日8月2日に「平成わらじまつりファイナル」、2日目の8月3日に「新わらじまつり」が行われた。

### わらじおどり
初日に行われるイベント。盆踊り調の「わらじ音頭」に乗せて国道13号を練り歩く。振り付けは決まっていて、ゆったりとした感じで過ぎていく。参加団体以外の一般参加は認められていないが、2007年からは最後のターンのみ列に混じって一緒に踊ることができる。

### ダンシングそーだナイト
かつての「ピーチサンバ」を発展的に解消させたイベントで、2日間開催。
「わらじ音頭」をラップ風にリメイクした曲で、振り付けは自由。最終日のⅡ部のみ距離が長くなる。
事前にエントリーした参加団体以外の勝手連（飛び入り参加）は認められていないが、好意的に受け入れるチームへの参加は可能。
3部門各20万円の賞金が用意される。結果は会場・新聞で発表されるが、2006年までは即時更新されていた。また、同年まで、携帯電話からの投票で選ぶ わらじストリート賞（賞金1万円）も贈られていた。

### わらじ競走
小学生・女性は小わらじを引き、一般は山車を引いてタイムを競う。
2016年からは一般の部が実際に5メートルのわらじを担いで競走するスタイルに変更。
予選は2チーム対抗で行われ、先に金銀のわらじを取ったほうが勝利。
一般は上位で決勝戦が行われる。
一般の競走用のわらじは福島駅西口の新幹線改札内に展示されている。

### おまつり広場
会場脇の「まちなか広場」で行われるイベントブース。
ストリートミュージシャンのライブや福島大学の学生のコーナー、ダンシングそーだないとの編曲者明石隼汰のライブなどが行われる。

## テーマソング
- 昭和45年制作「わらじ音頭」（詞：茂木宏哉・補詞丘灯至夫、曲：古関裕而、歌：舟木一夫）
- 平成11年制作「ダンシングそーだないと」（原詞：茂木宏哉・丘灯至夫、原曲：古関裕而、編曲：明石隼汰、ラップ：明石隼汰・Brian Peck、歌：ワラジーズ）

## 運営・進行

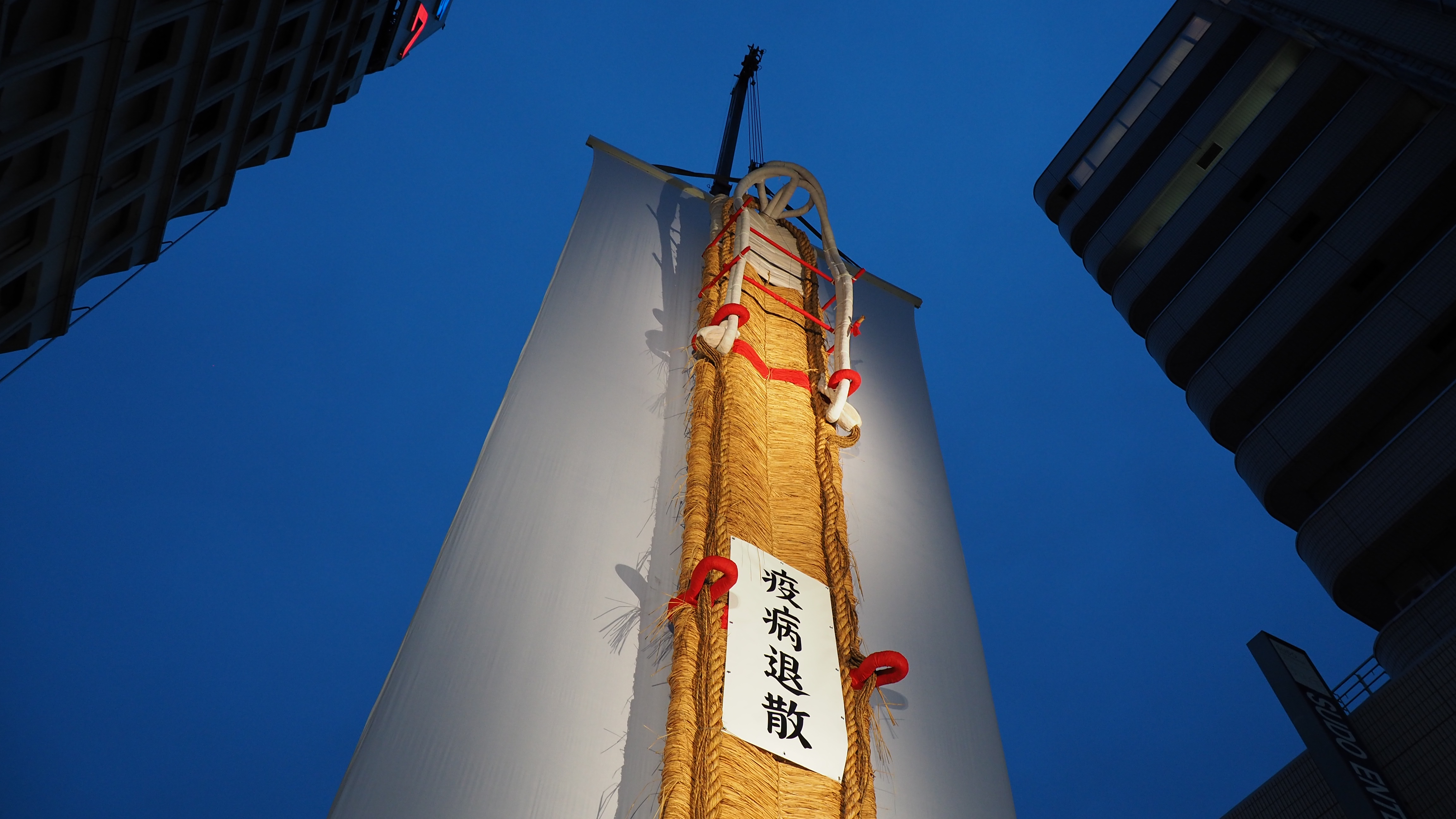
疫病退散祈願の大わらじ（2020年8月）

福島わらじまつり実行委員会（福島商工会議所青年部・福島青年会議所・福島市商店街連合会青年部）剛脚会の4団体による座組編成により合同で運営される。
進行は、福島市に本社のある民間放送3社（福島テレビ、テレビユー福島、ラジオ福島）のアナウンサーが行う。なお、テレビカメラで祭りの様子を撮影しているが、放送に使われるのは当日のニュース映像だけで、あとは記録用に保存される。一般公開はされないが、後日写真コンテストや写真展が行われている。
2020年（令和2年）5月1日、新型コロナウイルス感染症の拡大を受け、実行委員会はこの年の開催を中止すると発表した。伝統を繋ぎ、市民にまつりの雰囲気を感じてもらうため、まつりの開催に代えて、8月8日に福島駅前通りに大わらじをクレーンで吊り上げて展示し、疫病退散祈願神事を行った。

## エリア放送
2012年の開催時、ホワイトスペースを利用するエリア放送としてワンセグ放送が実施された。
メイン会場内に地上一般放送局1局が設置されていた。
| 免許人                    | 局名                        | 呼出符号     | 物理ch | 周波数        | 空中線電力 | ERP  | 業務区域     |
| ------------------------- | --------------------------- | ------------ | ------ | ------------- | ---------- | ---- | ------------ |
| 株式会社 MTS&プランニング | 福島わらじまつり エリア放送 | JOXZ2AB-AREA | 44ch   | 659.142857MHz | 50mW       | 43mW | 福島駅前周辺 |